# Bergkirche (Zwiesel)

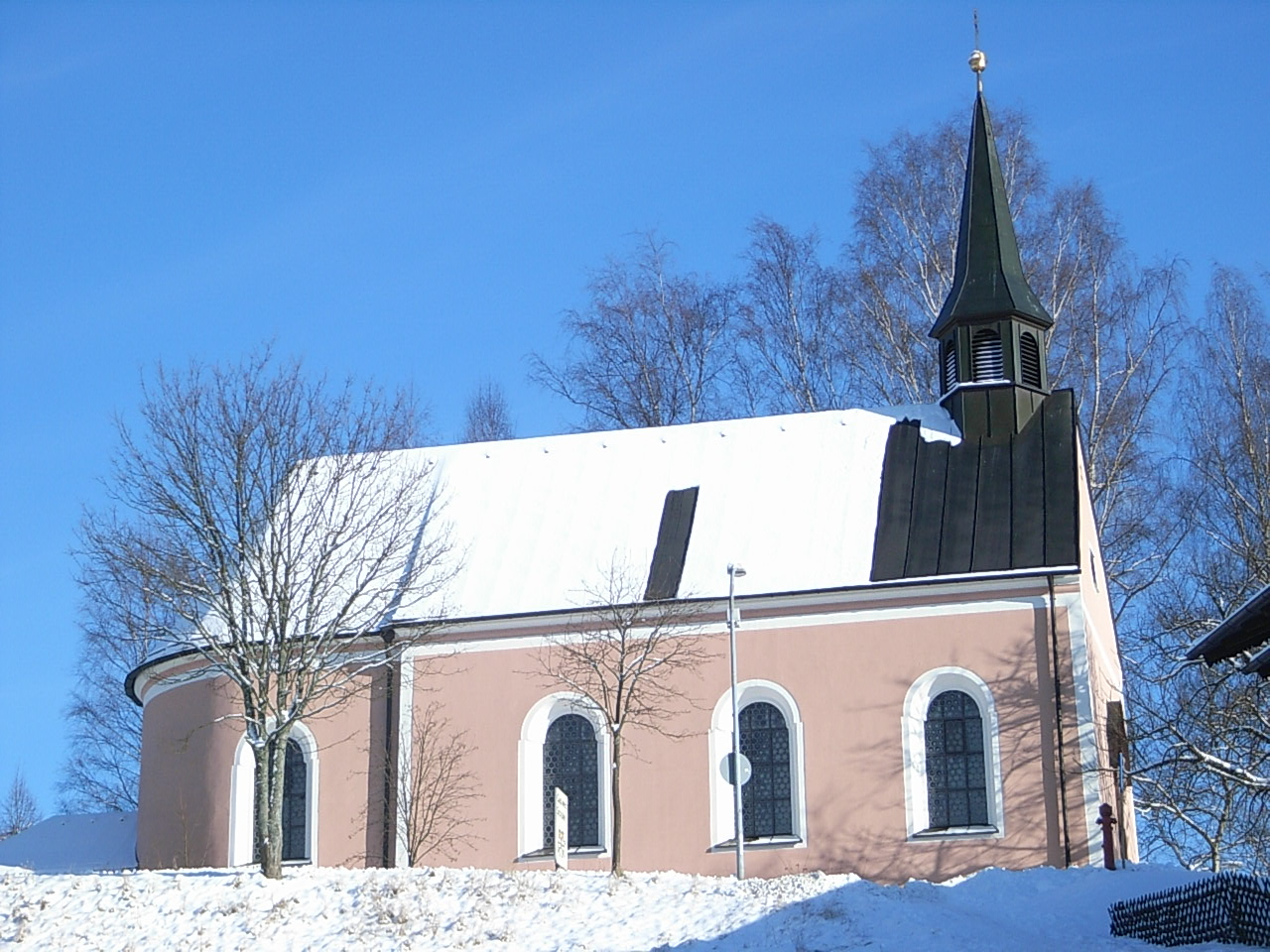
Die Bergkirche in Zwiesel

Die Wallfahrtskirche Maria Namen, meist nur Bergkirche genannt, ist eine Nebenkirche der Stadtpfarrei Zwiesel.

## Beschreibung
Der kurfürstliche Gerichtsschreiber Casimir Brandt und seine Ehefrau Anna ließen 1673 eine steinerne Säule mit einem Marienbild errichten. 1682 erbauten sie für das Bild aus eigenen Mitteln eine Kapelle, die bald das Ziel von Wallfahrten wurde. 1767 erfuhr die Kapelle eine Erweiterung zur heutigen Bergkirche. Durch Breve vom 30. Juli 1867 gewährte Papst Pius IX. vollkommenen Ablass für ewige Zeiten durch würdige Beichte und Kommunion in der Zeit vom 8. bis 15. September in der Bergkirche, den „Bergablass“.
Die Bergkirche ist 26 m lang und 11 m breit. Der Dachreiter stammt aus dem Jahr 1860. Das barocke Gnadenbild auf dem Hochaltar ist 1,02 × 1,70 m groß. Es stellt Maria mit dem Kinde dar, umgeben von fünfzig weißen und fünf roten Rosen entsprechend den Perlen des Rosenkranzes.
Die drei Deckengemälde der Bergkirche aus deren Erbauungszeit 1767 stammen von Franz Anton Rauscher. Sie zeigen oberhalb der Orgelempore die Unbefleckte Empfängnis Mariens, im Zentrum Mariä Geburt und im Altarraum Maria als Zuflucht der Sünder und Kranken.

## Orgel
Die Orgel der Bergkirche wurde 1998 von der Orgelbaufirma Eisenbarth (Passau) erbaut. Das rein mechanische Instrument hat zehn Register auf zwei Manualen und Pedal. Zwei Register sind über Wechselschleifen in den anderen Werken spielbar.
| I. Hauptwerk C–f3 |                    |       |
| 1.                | Prinzipal (Nr. 12) | 8′    |
| 2.                | Flauto             | 8′    |
| 3.                | Prinzipal          | 4′    |
| 4.                | Rohrflöte (Nr. 8)  | 4′    |
| 5.                | Oktave             | 2′    |
| 6.                | Mixtur IV          | 1 ⁄3′ |

| II Positiv C–f3 |                   |       |
| 7.              | Copula            | 8′    |
| 8.              | Rohrflöte (Nr. 4) | 4′    |
| 9.              | Flageolett        | 2′    |
| 10.             | Sesquialtera II   | 2 ⁄3′ |

| Pedal C–d1 |                   |     |
| 11.        | Subbass           | 16′ |
| 12.        | Prinzipal (Nr. 1) | 8′  |

- Koppeln: I/II, I/P, II/P